# 集英社インターナショナル
株式会社集英社インターナショナル（しゅうえいしゃインターナショナル）は、日本の出版社。集英社の子会社であり活字本を主に出版している。

## 概要
- 1994年：集英社の子会社として発足。
- 1998年：元『週刊プレイボーイ』編集長・島地勝彦が代表取締役となる。
- 1999年：単行本の出版を開始、『痛快!経済学』（中谷巌）などA4判の入門シリーズがしばしばベストセラーとなる。
- 2000年：『スラムダンク勝利学』（辻秀一）を刊行。
- 2002年：塩野七生『痛快!ローマ学』を刊行。
- 2004年：池澤夏樹『パレオマニア』を刊行、のち桑原武夫学芸賞を受賞。
- 2005年：木村元彦『オシムの言葉』を刊行、のちミズノスポーツライター賞を受賞。
- 2008年：島地が退任、鶴谷浩三が代表取締役となる。
- 2010年：季刊誌『kotoba（コトバ）』を創刊[1]。
  - 森達也『A3』を刊行、講談社ノンフィクション賞を受賞するが、オウム真理教側にたった著作とみられ、被害者団体が講談社に抗議した。版元の集英社インターナショナルは抗議を受けなかった。
- 2012年：「知のトレッキング叢書」を創刊。鶴谷が退任。館孝太郎が代表取締役となる。
- 2017年：「インターナショナル新書」を創刊。